# Kasannoin Masanaga
Kasannoin Masanaga (花山院 政長, [かざんいん まさなが] Erro: {{japonês}}: texto da transliteração contém caractere não latino (pos 1) (ajuda), 1450-1525, também pronunciado Kazanin Masanaga), foi um nobre do final do período Muromachi e inicio do período Sengoku da história do Japão. Pertencia ao ramo Kasannoin do Clã Fujiwara e se tornou Daijō Daijin entre 1518 e 1521.

## Biografia
Masanaga era filho de Mochitada, mas após a morte deste foi adotado por seu irmão Sadatsugu. Não se sabe ao certo quando entrou para a corte imperial, mas em 21 de março de 1468 foi nomeado jusanmi (funcionário da Corte de terceiro escalão júnior), e até 1470 tinha o cargo de sakonoe gonchūjō (sub-comandante da ala esquerda da guarda do palácio). De 29 de junho de 1470 a 15 de abril de 1476 Masanaga atuou como Chūnagon, durante seu mandato (6 de junho de 1472) foi promovido ao posto de shōsanmi (terceiro escalão sênior).
De 15 de abril de 1476 até 6 de março de 1485 Masanaga foi nomeado Dainagon e durante este mandato, em 1479, foi promovido ao posto de junii (segundo escalão júnior). Em 1482 foi nomeado Ukonoe no Taishō (Comandante-geral da ala direita da guarda do palácio). Em 26 de março de 1485 Masanaga foi nomeado Naidaijin cargo que ocupa até janeiro de 1487, e poucos meses após sua nomeação em 15 de maio  foi promovido a shōnii (segundo escalão pleno). Em janeiro de 1487 Masanaga é nomeado Udaijin cargo que ocupa até 25 de março de 1490. Neste mandato, em 22 de fevereiro de 1488 é promovido a shōichii (primeiro escalão pleno). De 3 de julho de 1491 a 8 de dezembro de 1494 Masanaga ocupa o cargo de Sadaijin. De 5 de setembro de 1518 até março de 1521 ocupa o cargo de Daijō Daijin.
Em 1525, Masanaga abandonou sua vida na corte e se tornou um monge budista, assumindo o nome de Gohōseiin vindo a falecer no mesmo ano. Tadasuke foi seu filho e herdeiro.